# Avenue Frémiet
L'avenue Frémiet est une voie du 16e arrondissement de Paris, en France.

## Situation et accès

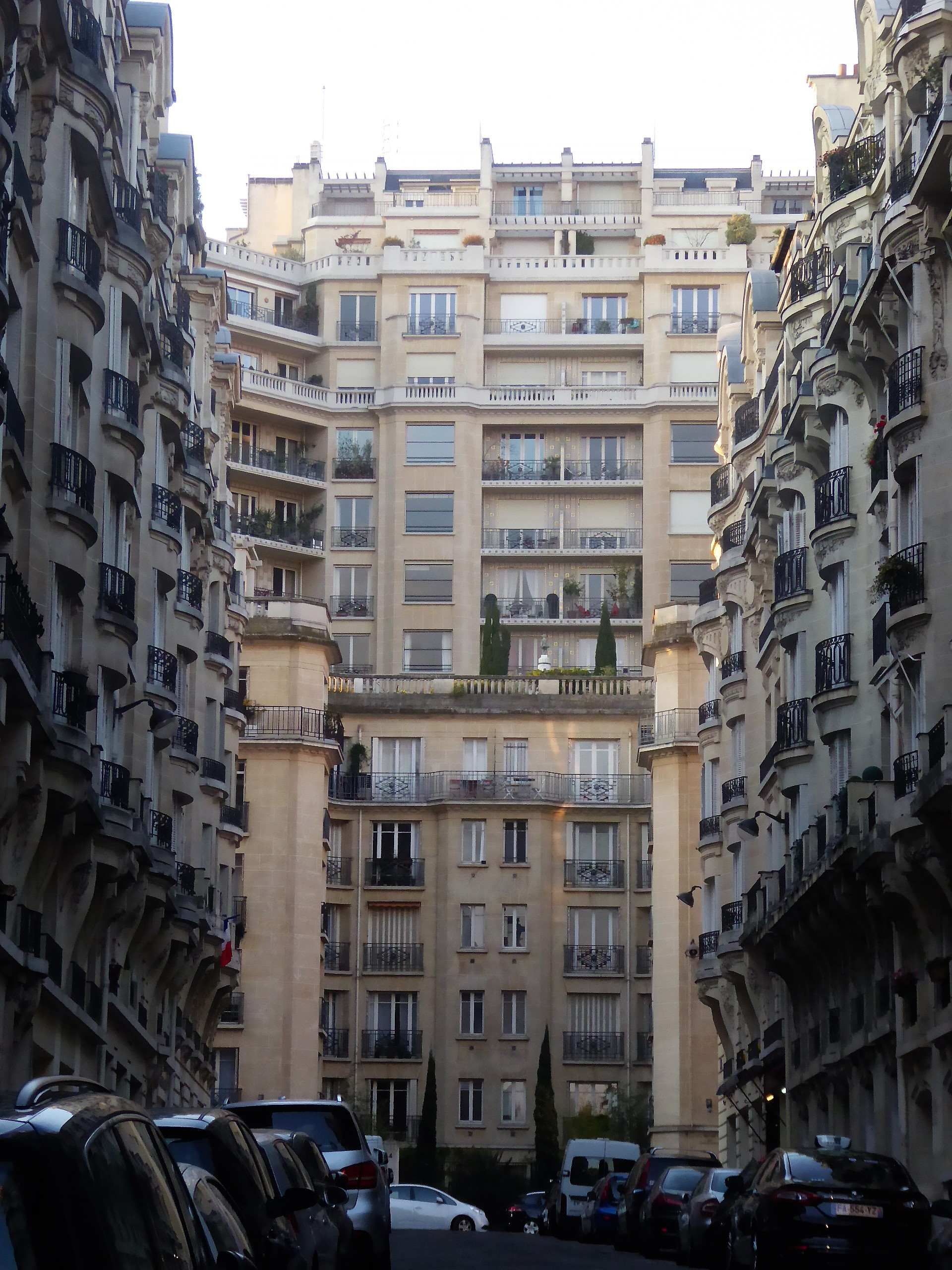
Autre vue de la voie, vers la rue Charles-Dickens.

L'avenue Frémiet est une voie publique située dans le 16e arrondissement de Paris. Elle débute au 24, avenue du Président-Kennedy et se termine au 5, rue Charles-Dickens.
Le quartier est desservi par la ligne 6, à la  station Passy.

## Origine du nom

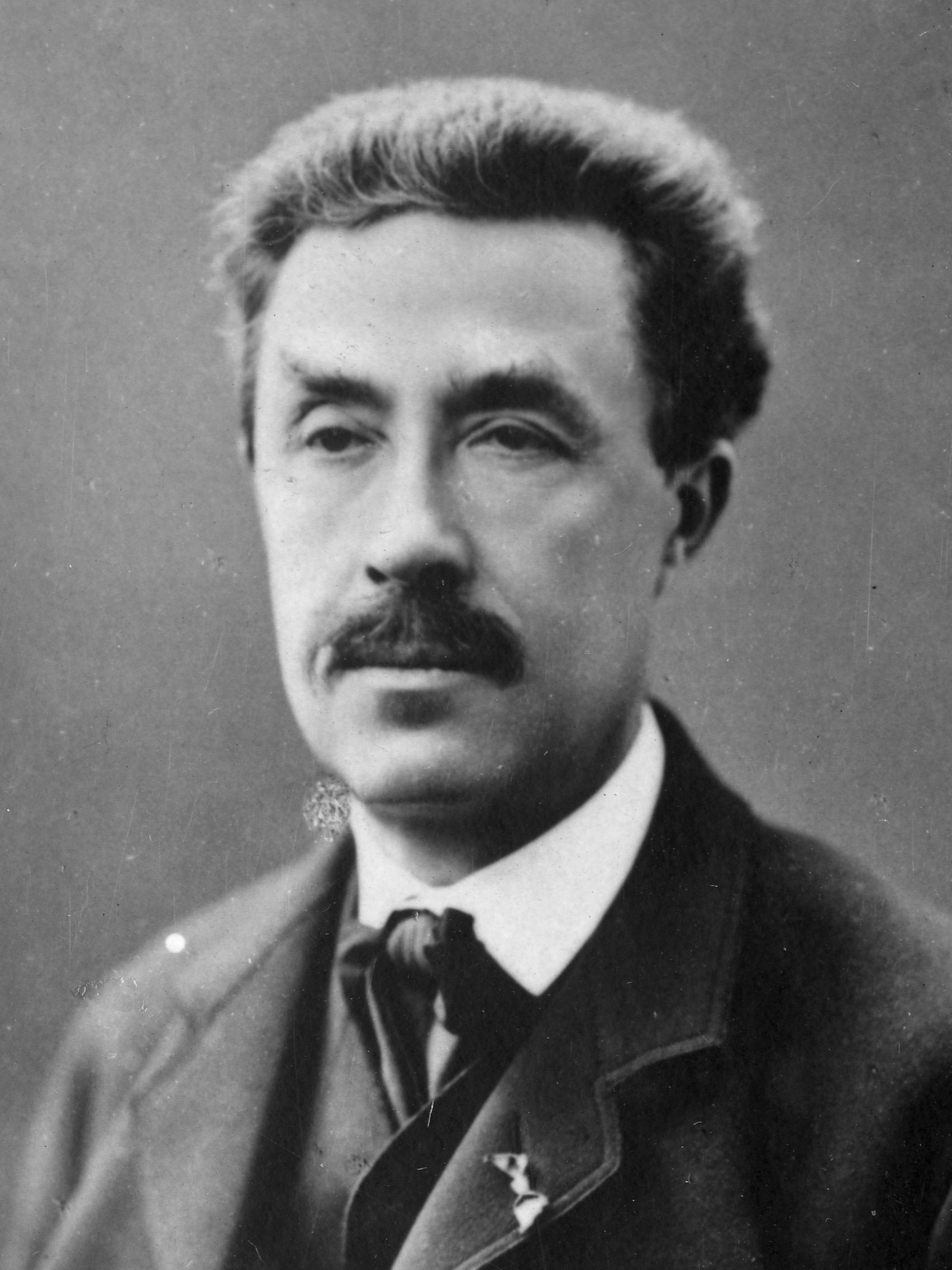
Emmanuel Frémiet.

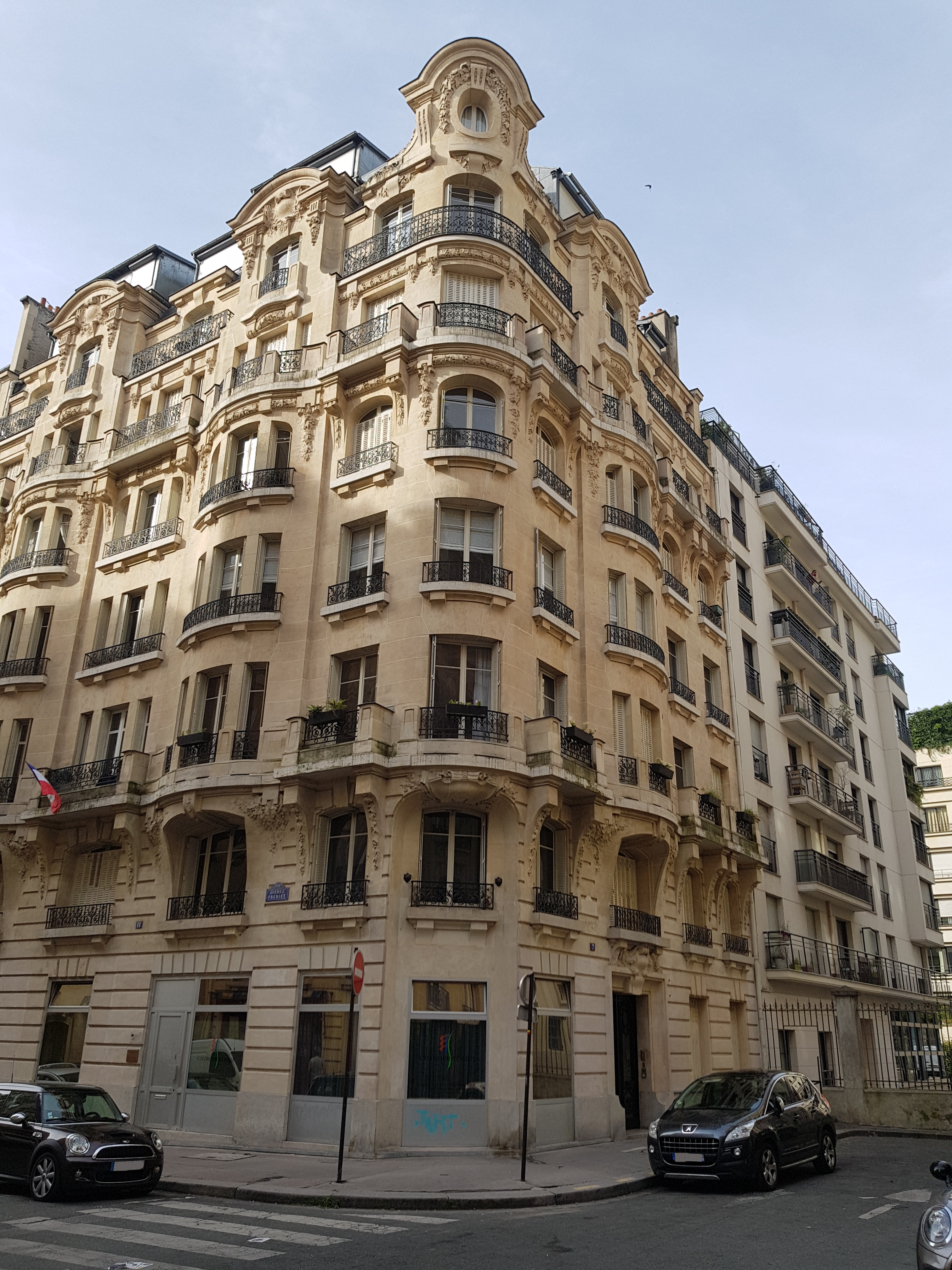
Immeuble situé à l'angle de l'avenue et de la rue Charles-Dickens.

Elle porte le nom du sculpteur français Emmanuel Frémiet (1824-1910).

## Historique
L'avenue est créée en 1912 sous le nom de « rue Massenet ». Il s'agissait à l'origine d'une voie privée,. Elle prend sa dénomination actuelle en 1913 et est ouverte à la circulation publique par un arrêté du 23 juin 1959.

## Bâtiments remarquables et lieux de mémoire
- Les douze immeubles de la rue sont l’œuvre de l’architecte Albert Vêque (1878-1965), lauréat de l’Institut de France[3]. Les nos 4, 5, 7, 9 et 10 ont été construits en 1913[4]. En partant du quai (photos), on a, à gauche, huit immeubles contigus (28, avenue du Président-Kennedy, 1, 3, 5, 7, 9, 11, avenue Frémiet, 5, rue Charles-Dickens), à droite huit autres contigus (24, avenue du Président Kennedy, 2, 4, 6, 8, 10, 12, avenue Frémiet, 3, rue Charles-Dickens) tous en belle pierre de taille, signés et datés.
- En 1976, un appartement de l’avenue, où se sont installés des membres du futur groupe de rock Téléphone, devient un haut-lieu de la scène rock et punk française[5].
- No 5 : le compositeur Serge Prokofiev habita à cette adresse à la fin des années 1920[6].